# Obi Toppin
Obadiah Richard "Obi" Toppin Jr. (ur. 4 marca 1998 w Nowym Jorku) – amerykański koszykarz, występujący na pozycji silnego skrzydłowego, od 2023 zawodnik Indiana Pacers.
Grał w college'u Dayton Flyers.
Toppin pochodzi z Brooklynu, oraz jest absolwentem Ossining High School w Nowym Jorku. Po tym jak nie otrzymał żadnej oferty NCAA Division I, zagrał sezon w Mt. Zion Preparatory School w Maryland. Jako pierwszoroczny zawodnik Dayton Flyers, otrzymał tytuł debiutanta roku konferencji Atlantic 10, po tym, jak przewodził swojej drużynie pod względem liczby punktów. W swoim drugim sezonie, zdobył tytuł zawodnika roku konferencji Atlantic 10 oraz NCAA.

## Profesjonalna Kariera
W dniu 18 listopada 2020 Toppin został wybrany przez New York Knicks w drafcie NBA. 23 listopada Toppin podpisał debiutancki kontrakt z New York Knicks. 7 lipca 2023 trafił w wyniku wymiany do klubu Indiana Pacers.

## Osiągnięcia
Stan na 21 września 2023, na podstawie, o ile nie zaznaczono inaczej.

### NCAA
- Mistrz sezonu regularnego konferencji Atlantic 10 (2020)
- Koszykarz Roku:
  - NCAA:
    - im. Naismitha (2020)[6]
    - im. Woodena (2020)[7]
    - według:
      - Associated Press (AP – 2020)[8]
      - National Associatiob of Basketball Coaches (NABC – 2020)[9]
      - United States Basketball Writers Association (USBWA – 2020)[10]

  - Konferencji Atlantic 10 (2020)[11]
- Laureat Karl Malone Award (2020)[12]
- Debiutant roku konferencji Atlantic 10 (2020)[13]
- Wybrany do I składu:
  - All-American (2020)
  - Atlantic 10 (2019, 2020)
  - debiutantów Atlantic 10 (2019)
- Lider konferencji Atlantic 10:
  - wszech czasów w skuteczności rzutów:
    - z gry (64,7%)
    - za 2 punkty (68,8%)

  - w skuteczności rzutów:
    - z gry (2019 – 66,6%, 2020 – 63,3%)
    - za 2 punkty (2020 – 69,8%)

  - w liczbie:
    - punktów (2020 – 621)
    - celnych rzutów:
      - z gry (2020 – 245)
      - za 2 punkty (2020 – 213)

### NBA
- Zwycięzca konkursu wsadów NBA (2022)[14]
- Uczestnik konkursu wsadów NBA (2021, 2022)[15]

## Statystyki

### College
| Sezon   | Drużyna | M  | S5 | MPG  | FG%   | 3P%   | FT%   | RPG | APG | SPG | BPG | PPG  |
| ------- | ------- | -- | -- | ---- | ----- | ----- | ----- | --- | --- | --- | --- | ---- |
| 2018/19 | Dayton  | 33 | 15 | 26,5 | 66,6% | 52,4% | 71,3% | 5,6 | 1,8 | 0,6 | 0,8 | 14,4 |
| 2019/20 | Dayton  | 31 | 31 | 31,6 | 63,3% | 39,0% | 70,2% | 7,5 | 2,2 | 1,0 | 1,2 | 20,0 |
| Razem   |         | 64 | 46 | 29,0 | 64,7% | 41,7% | 70,6% | 6,6 | 2,0 | 0,8 | 1,0 | 17,1 |